# Pyrgoides
Pyrgoides is een geslacht van kevers uit de familie bladkevers (Chrysomelidae).
De wetenschappelijke naam van het geslacht werd in 1999 gepubliceerd door Kelly & Reid.

## Soorten
- Pyrgoides hamadryas (Stal, 1860)